# Schölderl
Das Schölderl ist eine Rotte der Marktgemeinde Schwarzenbach im Bezirk Wiener Neustadt-Land in Niederösterreich.

## Geografie
Schölderl liegt im südlichen Rosaliengebirge im niederösterreichischen Industrieviertel an der Grenze zum Burgenland. Nachbargemeinde der Marktgemeinde Schwarzenbach im Bereich der Rotte Schölderl ist die Dorfgemeinde Sieggraben. Die höchste Erhebung liegt bei circa 590 m ü. A.

## Ortsname
Ältere Schreibweisen des Ortsnamens sind „Schiltern“, „Schildern“ und „Schilderl“. In der Josephinischen Landesaufnahme wird der Ort auch „jn Schiltl“ genannt.
Der Ortsname deutet vermutlich auf die Grenzwache an der ehemaligen österreichisch-ungarischen Grenze hin, welche unmittelbar hinter der Ortschaft verläuft.

## Geschichte
Vor Christi Geburt war das Gebiet Teil des keltischen Königreiches Noricum und gehörte zur näheren Umgebung der keltischen Höhensiedlung Burg auf dem Schwarzenbacher Burgberg. Später unter den Römern lag das heutige Schölderl dann in der Provinz Pannonia.
Schölderl ist schon seit jeher Rotte der Marktgemeinde Schwarzenbach und teilte daher auch immer deren Geschichte.

## Wirtschaft und Infrastruktur
Die meisten Einwohner des Schölderls leben von der Land- und Forstwirtschaft. Andere müssen zum Arbeiten auspendeln.